# Cacodemonius quartus
Cacodemonius quartus är en spindeldjursart som beskrevs av Clarence Clayton Hoff 1946. Cacodemonius quartus ingår i släktet Cacodemonius och familjen Withiidae. Inga underarter finns listade.